# SINAD
En Telecomunicaciones, la SINAD es un parámetro que mide la calidad de la señal frente a perturbaciones como el ruido y la distorsión. SINAD es un acrónimo que viene del inglés y significa Signal-to-noise and distortion ratio. Si se considera S como la potencia de la señal, N la del ruido y D la de las distorsiones (NOTA, todas las potencias anteriores deben estar en unidades naturales, nunca en logarítmicas, ya que el cálculo sería incorrecto), la SINAD vendría dado por la ecuación siguiente:
{\displaystyle \mathrm {SINAD} ={\frac {S+N+D}{N+D}}}

Habitualmente se trabaja con un parámetro similar conocido como SNR (por Signal to Noise Ratio), calculado como el cociente entre la potencia de señal y la de ruido (S/N). Otros parámetros derivados de la SINAD son la relación señal a interferencia (S/I) o la relación señal a distorsión (S/D).
- Datos: Q1470110